# Los Angeles Wolves
O Los Angeles Wolves foi um time de futebol profissional dos Estados Unidos que jogou por duas temporadas. Em 1967, eles jogaram na United Soccer Association, terminando como campeões, e em 1968 foram membros fundadores da North American Soccer League . 

## United Soccer Association
Em 1966, um grupo de empresários esportivos dos Estados Unidos e do Canadá, liderado por Jack Kent Cooke, formou a United Soccer Association com a intenção de organizar uma liga de futebol profissional. Os EUA originalmente pretendiam lançar sua liga na primavera de 1968. No entanto, uma liga rival, a National Professional Soccer League, anunciou que estava pronta para ser lançada em 1967. Não querendo perder terreno para o seu rival, os EUA decidiram acelerar o seu lançamento. Sem jogadores próprios, optou por importar equipes inteiras da Europa e América do Sul . Pretendia-se que essas equipes representassem as franquias durante a temporada inaugural, dando-lhes tempo para construir seus próprios esquadrões para a temporada seguinte. Wolverhampton Wanderers, que ganhou promoção para a Primeira Divisão Inglesa no final da temporada 1966-1967, posteriormente representou a franquia de Los Angeles . Cooke pretendia inicialmente chamar o time de Los Angeles Zorros, mas quando o acordo com o Wolverhampton Wanderers foi feito, foi decidido usar o apelido de Wolves. 
Os Wolves jogaram na Divisão Oeste ao lado de San Francisco Golden Gate Gales, Chicago Mustangs, Houston Stars, Vancouver Royal Canadians e Dallas Tornado . Essas equipes foram representadas pela ADO Den Haag, Cagliari Calcio, Bangu AC, Sunderland e Dundee United . Das doze equipes da liga, o Wolves, com uma equipe treinada por Ronnie Allen e com Derek Dougan, emergiu como um dos lados mais fortes. Depois de vencer a Divisão Oeste, um lançamento de uma moeda deu a eles o direito de sediar o jogo do play-off do campeonato contra os campeões da Divisão Leste, Washington Whips, representados pela Aberdeen . A partida atraiu 17.824 para o Coliseu de Los Angeles . O Wolves venceu o campeonato derrotando o Whips por 6 a 5, após 36 minutos de prorrogação. Quatro gols foram marcados em um período de 4 minutos no meio do segundo tempo e cada time marcou durante o prolongamento. O jogo foi decidido depois que o zagueiro do Whips, Ally Shewan, marcou um gol. 

## NASL
Em dezembro de 1967, a United Soccer Association fundiu-se com a National Professional Soccer League para formar a North American Soccer League . Como resultado, os Wolves se tornaram membros fundadores da nova liga. Durante a temporada inaugural de 1968, o Wolves jogou na Divisão do Pacífico, ao lado do San Diego Toros, Oakland Clippers e Vancouver Royals . Com uma equipe treinada por Ray Wood e com Carlos Metidieri, mas sem jogadores do Wolverhampton Wanderers, eles não conseguiram repetir o sucesso da temporada anterior. Depois de terminar em terceiro na divisão, o Wolves foi uma das várias franquias da NASL que desistiram após apenas uma temporada. A ideia de importar times para representar franquias foi revivida durante a temporada da North American Soccer League de 1969 e o Wolverhampton Wanderers retornou aos Estados Unidos, desta vez representando o Kansas City Spurs e vencendo a NASL International Cup. 

## Legado
Em 2014, o nome Wolves foi ressuscitado por uma equipe da United Premier Soccer League chamada LA Wolves FC .  